# Nebulosa Sacco di Carbone
La Nebulosa Sacco di Carbone (nota anche come C 99) è una nebulosa oscura del cielo meridionale, evidentissima come una grande toppa scura che si sovrappone alla brillante Via Lattea australe. Non possiede un numero di catalogo NGC, né altre sigle di altri cataloghi ad eccezione del Catalogo Caldwell.

## Osservazione

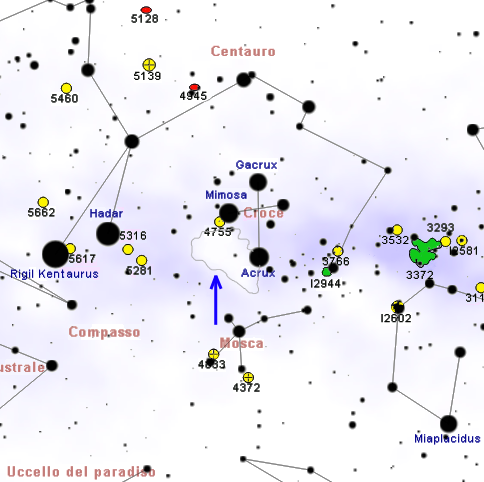
Mappa per individuare la Nebulosa Sacco di Carbone.

La nebulosa oscura il tratto più meridionale della Via Lattea, laddove l'equatore galattico raggiunge il punto più vicino al polo sud celeste; l'area di cielo nei dintorni è invece molto ricca di campi stellari, nebulose brillanti e ammassi di stelle, caratteristica che la fa risaltare particolarmente.
Presenta la forma di un trapezio rettangolo con le due basi disposte in senso nord-sud, che parte ad est delle stelle della Croce del Sud e prosegue verso meridione. Con una distanza di circa 600 anni luce dal Sole, è una delle nebulose oscure a noi più vicine. La sua declinazione fa sì che questa nebulosa sia osservabile completamente solo a sud del Tropico del Cancro; a meridione del Tropico del Capricorno si presenta invece circumpolare. Il periodo migliore per la sua osservazione nel cielo serale è quello compreso fra febbraio e agosto.

## Storia delle osservazioni
Era ben conosciuta in epoca antica dagli abitanti dell'emisfero australe della Terra, nonché certamente dai popoli del Mediterraneo, che la poterono osservare in un'epoca in cui la precessione degli equinozi la rendeva visibile a latitudini più settentrionali. Il primo a descriverla in epoca moderna fu Vincente Yanez Pinzon nel corso del 1499. Pochi anni più tardi, il navigatore fiorentino Amerigo Vespucci le diede il nome di Canopo fosco. Nel corso dei secoli fu chiamata in vari modi, tra cui Nube oscura di Magellano; in seguito venne descritta dall'abate Lacaille nel 1751. Nel 1970 K. Mattila provò che il Sacco di carbone non è completamente oscura, ma possiede una sua debolissima luminosità, la quale è pari a circa 1/10 di quella delle regioni adiacenti della Via Lattea: questa luminosità è dovuta al riflesso delle stelle da questo oscurate.
Per gli aborigeni australiani, rappresentava la testa di un emù.

## Caratteristiche
La quasi totalità degli studi concordano sul fatto che la Nebulosa Sacco di Carbone sia una nube di polveri relativamente quieta, senza alcuna traccia evidente di fenomeni di formazione stellare nascosti; a diverse lunghezze d'onda è emerso che nelle regioni retrostanti si trovano delle stelle blu massicce e brillanti, la cui luce è fortemente oscurata sulla nostra linea di vista. La presenza di quasi 300 stelle nelle regioni prossime alla nube suggerisce che si possa trattare non di una singola struttura nebulosa, ma di due strutture separate, alle distanze di 610 e 790 anni luce, dunque fra le più vicine nebulose oscure a noi; la prima nube avrebbe dimensioni pari a 54 anni luce. Questa doppia struttura potrebbe essere in qualche modo correlata alla regione oscura del Camaleonte, visibile circa 15° a sud-ovest.

### Libri
- (EN) Stephen James O'Meara, Deep Sky Companions: The Caldwell Objects, Cambridge University Press, 2003, ISBN 0-521-55332-6.

### Carte celesti
- Tirion, Rappaport, Lovi, Uranometria 2000.0 - Volume II - The Southern Hemisphere to +6°, Richmond, Virginia, USA, Willmann-Bell, inc., 1987, ISBN 0-943396-15-8.
- Tirion, Sinnott, Sky Atlas 2000.0 - Second Edition, Cambridge, USA, Cambridge University Press, 1998, ISBN 0-933346-90-5.
- Tirion, The Cambridge Star Atlas 2000.0, 3ª ed., Cambridge, USA, Cambridge University Press, 2001, ISBN 0-521-80084-6.